# Stephen McGlede
Stephen McGlede (Victòria, 13 d'abril de 1969) va ser un ciclista australià. Es va especialitzar en la pista. Va guanyar dues medalles olímpiques i un Campionat del món en Puntuació amateur.

## Palmarès en pista
- 1988
  -  Medalla de bronze als Jocs Olímpics de Seül en Persecució per equips (amb Dean Woods, Brett Dutton, Wayne McCarny i Scott McGrory)
- 1991
  -  Campió del món de Puntuació amateur
- 1992
  -  Medalla de plata als Jocs Olímpics de Barcelona en Persecució per equips (amb Stuart O'Grady, Brett Aitken i Shaun O'Brien)

## Palmarès en ruta
- 1992
  - Vencedor d'una etapa a la Settimana Ciclistica Bergamasca